# Josip Leko
Josip Leko (Plavna kod Bača, Vojvodina, Srbija, 19. rujna 1948.), hrvatski pravnik i političar.

## Životopis
Rodio se u bačkom selu Plavni u obitelji Hrvata iz sela Ledinac kod Gruda. Nakon godinu i pol dana, obitelj se vratila u Hercegovinu.
Završio je gimnaziju, a studirao je u Zagrebu.
Dana 16. lipnja 2012. godine postao je šef Glavnog odbora SDP-a.
Dana 11. listopada 2012. izabran je jednoglasno za predsjednika Hrvatskog sabora, čime je postao prvi Hrvat iz Hercegovine koji je došao na tako visoku dužnost u hrvatskoj politici. Dana 28. prosinca 2015. na konstituirajučoj sjednici 8. saziva Hrvatskog sabora na dužnosti predsjednika naslijedio ga je akademik Željko Reiner iz HDZ-a.
Obnašao je dužnost sudca Ustavnog suda Republike Hrvatske, od 2016. do 2024. godine.

## Vanjske poveznice
- Hrvatski sabor